# Q2K
A Q2K az amerikai Queensrÿche együttes hetedik nagylemeze, mely 1999-ben jelent meg. Zeneileg a Hear in the Now Frontier vonalát viszi tovább. A lemez kereskedelmileg és kritikailag sem volt nagy siker. Sokak szerint ez a lemez a zenekar mélypontja. Ez volt az első Queensrÿche album, melyen már nem szerepelt Chris DeGarmo. Helyén Kelly Gray mutatkozott be, aki a lemez producere is volt.
Az albumot az EMI helyett már az Atlantic Records adta ki. Videóklipet a The Right Side Of My Mind című dalra forgattak.
A 2006-os CD-s újrakiadáson szerepel négy bónusz dal is.

## Számlista
1. "Falling Down" – 4:28
2. "Sacred Ground" – 4:12
3. "One Life" – 4:48
4. "When The Rain Comes..." – 5:05
5. "How Could I?" – 3:44
6. "Beside You" – 5:14
7. "Liquid Sky" – 4:53
8. "Breakdown" – 4:11
9. "Burning Man" – 3:42
10. "Wot Kinda Man" – 3:15
11. "The Right Side Of My Mind" – 5:51

2006-os CD-s verzió bónusz számai
1. "Until There Was You" – 4:06
2. "Howl" – 4:05
3. "Sacred Ground (Élő)" – 4:23
4. "Breakdown (Radio Edit)" – 3:11

## Közreműködők
- Geoff Tate - ének
- Kelly Gray - gitár
- Michael Wilton - gitár
- Eddie Jackson - basszusgitár
- Scott Rockenfield - dob

## Külső hivatkozások
- Queensrÿche hivatalos honlap